# Ard van der Steur
Gerard Adriaan van der Steur dit Ard van der Steur, né le 7 octobre 1969 à Haarlem, est un homme politique néerlandais membre du Parti populaire pour la liberté et la démocratie (VVD). 
Du 20 mars 2015 au 27 janvier 2017, il est ministre de la Sécurité et de la Justice.

## Biographie

### Jeunesse
Ard van der Steur est issu d'une importante famille bourgeoise néerlandaise ayant fait fortune dans l'habillement et est notamment le fils d'Ab van der Steur, historien et antiquaire. Il fit ses études secondaires au lycée Sancta Maria d'Haarlem, avant d'entrer en 1988 à l'université de Leyde. Il y étudie le droit néerlandais jusqu'en 1995 pour devenir avocat. Il était actif durant sa période estudiantine dans plusieurs clubs de débat et gagna quelques prix.

### Vie professionnelle
Van der Steur fut de 1992 à 1995 collaborateur à l'Ordre néerlandais des Avocats. Il fut après cela et jusqu'en 2006 avocat et coordinateur de travail au cabinet NautaDutilh basé à Rotterdam. Il fut promu en 2005 partenaire du cabinet mais le quitta en 2006. Il participa à la création d'une formation pour le domaine juridique lors de son temps libre. Van der Steur était membre à temps partiel de 2006 à 2010 d'une équipe de simulation d'affaires de droit pour les étudiants nommée Moot Court, dans son ancienne université.

### Vie politique
Van der Steur est élu conseiller municipal de la commune de Warmond en 2002. En 2006, à la suite de sa disparition administrative, il intègre le conseil de Teylingen. Il fut président de la fraction du VVD du 14 mars 2002 au 1er janvier 2006 et de cette date au 27 mars 2014 dans les deux assemblées. Outre cela, il fut 3 fois tête de liste de son parti pour les élections municipales.
En 2010, il est élu à la Seconde Chambre des États généraux, où il s'implique dans les mesures judiciaires et administratives. Il se penche également sur la constitutionnalité de projets de loi avant leur mise au vote. En 2015, à la suite de la démission d'Ivo Opstelten, il est choisi par Mark Rutte pour lui succéder à la direction du ministère de la Justice.